# بيرل كيندريك
بيرل لويلا كيندريك (بالإنجليزية: Pearl Kendrick)‏ (24 أغسطس 1890 – 8 أكتوبر 1980)، هي عالمة جراثيم أمريكية. من المعروف أن كيندريك شاركة في تطوير أول لقاح للسعال الديكي. كما ساهمت في تعزيز معايير اللقاح الدولية.

## حياتها المبكرة والتعليم
ولدت كيندريك في 24 أغسطس 1890، في ويتون، إلينوي، الولايات المتحدة. كان والدها واعظ. تخرجت من المدرسة الثانوية في عام 1908، ودخلت لكلية غرينفيل لمدة سنة قبل أن تنتقل إلى جامعة سيراكيوز. في عام 1914، حصلت على شهادة الباكالوريوس من سيراكيوز. ثم تخرجت من جامعة جونز هوبكينز في عام 1934.

## الأبحاث
بعد التخرج، بدأت كيندريك بالبحث عن السعال الديكي (الشاهوق) استنادا إلى بيانات إحصائية للوقت: ينتج عن المرض في المتوسط وفاة 6000 شخص في الولايات المتحدة، مع أغلبية 95% أطفال. إنتقلت إلى غراند رابيدز، ميشيغان، وعمت في في فرع لمختبر ميشيغان الغربية من ميشيغان قسم الصحة. وهناك إلتقت بغراس إلديرنغ، وهي تقطن بلانسنغ، وتعمل في وزارة الخارجية للصحة.
يرأسان كيندريك وإلديرنغ مشروع اللقاح من خلال تطوير البرامج والاختبارات، والتلقيح في نهاية المطاف للأطفال المصابون بالسعال الديكي. كان اللقاح ناجحا. بدأت ميشيغان توزيع اللقاح سنة 1940 وإنخفضت الوفيات الناجمة عن السعال الديكي. ساهم عملهم بشكل كبير في تطوير وسائل تشخيص لوحة السعال.

## حياتها الأخيرة وموتها
في عام 1951، تقاعدت كيندريك من ميشيغان قسم الصحة العامة. بعد تقاعدها، أصبحت عضوة في هيئة التدريس في جامعة ميشيغان، قسم علم الوبائيات. تقاعدت من الجامعة في عام 1960. شغلت كيندريك منصب رئيسة الجمعية الأمريكية لعلم الأحياء الدقيقة. توفيت في 8 أكتوبر 1980، في غراند رابيدز.